# Школьный переулок (Салават)
Улица Школьный переулок  — улица расположена в старой части города.

## История
Застройка улицы началась в 1966 году. Улица застроена 5 этажными домами.

## Трасса
Улица Школьный переулок начинается от улицы Гагарина и заканчивается на улице проспект Нефтяников.

## Транспорт
По Школьному переулку проходит маршрутное такси № 33, 43 без остановок. Движение транспорта от ул.Гагарина до ул.Советская одностороннее, от ул.Советская до проспекта Нефтяников двухстороннее.